# Enclave de haute mer dans la mer d'Okhotsk

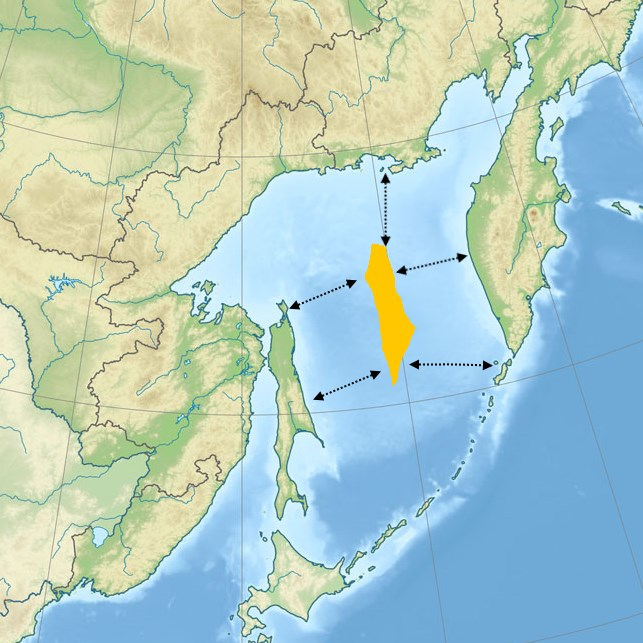
Localisation approximative de l'enclave en mer d'Okhotsk.

L'enclave de haute mer dans la mer d'Okhotsk, surnommée Peanut Hole,,,,, en anglais en raison de sa forme de cacahouète, est située à l'intérieur des eaux territoriales de la Russie.

Les zones maritimes du droit international de la mer.

Selon le droit de la mer, la zone économique exclusive s'étend jusqu'à 200 milles marins (environ 370 kilomètres) des côtes. Au-delà, il s'agit des eaux internationales. La mer d'Okhotsk est une mer épicontinentale entourée par la péninsule du Kamtchatka à l'est, les îles Kouriles au sud-est, l'île de Sakhaline à l'ouest et une longue côte de la Sibérie orientale (kraï de Khabarovsk et oblast de Magadan) au nord. Cependant, au milieu, il existe une mince enclave situé au-delà des 200 milles non reliée aux eaux internationales du Pacifique. Cette enclave mesure environ 55 kilomètres de large et 480 kilomètres de long.
De 1991 à 2014, son statut a fait l'objet de différends internationaux puisque tout pays pouvait y pêcher. En effet, bien que cette enclave fût alors entièrement entourée par la zone économique exclusive russe, elle n'en faisait pas elle-même partie. Des navires non russes ont commencé à y pêcher en quantité importante en 1991, retirant selon les évaluations russes jusqu'à un million de tonnes de lieu noir en 1992. La fédération de Russie a estimé que cela constituait un danger pour les stocks de poisson russes, car les poissons passent de l'enclave à la ZEE russe et vice versa (stocks de poissons chevauchants).
En 1993, la Chine, le Japon, la Pologne, la Russie et la Corée du Sud décident unilatéralement d'arrêter de pêcher dans l'enclave jusqu'à ce que les stocks de lieu se reconstituent, mais sans un accord sur la manière de procéder par la suite, tandis que l'Accord des Nations unies sur les stocks de poissons, qui est entré en vigueur en 2001, a créé un cadre destiné à aider à mettre en œuvre une gestion coopérative des stocks chevauchants.
La Russie a demandé le 28 février 2013 aux Nations unies de déclarer l'enclave comme faisant partie du plateau continental de la Russie (en). En novembre 2013, un sous-comité des Nations unies a accepté l'argument de la Russie et, en mars 2014, la Commission des limites du plateau continental s'est prononcée en faveur de la fédération de Russie.